# Grenade-sur-l’Adour
Grenade-sur-l’Adour ist eine französische Gemeinde im Département Landes in der Region Nouvelle-Aquitaine. Es gehört zum Arrondissement Mont-de-Marsan.
Die Gemeinde liegt am Adour auf einer Höhe von 55 Metern über dem Meeresspiegel und hat 2414 Einwohner (Stand 1. Januar 2022). Sie entstand 1332 als Bastide durch die Engländer.

## Bevölkerungsentwicklung

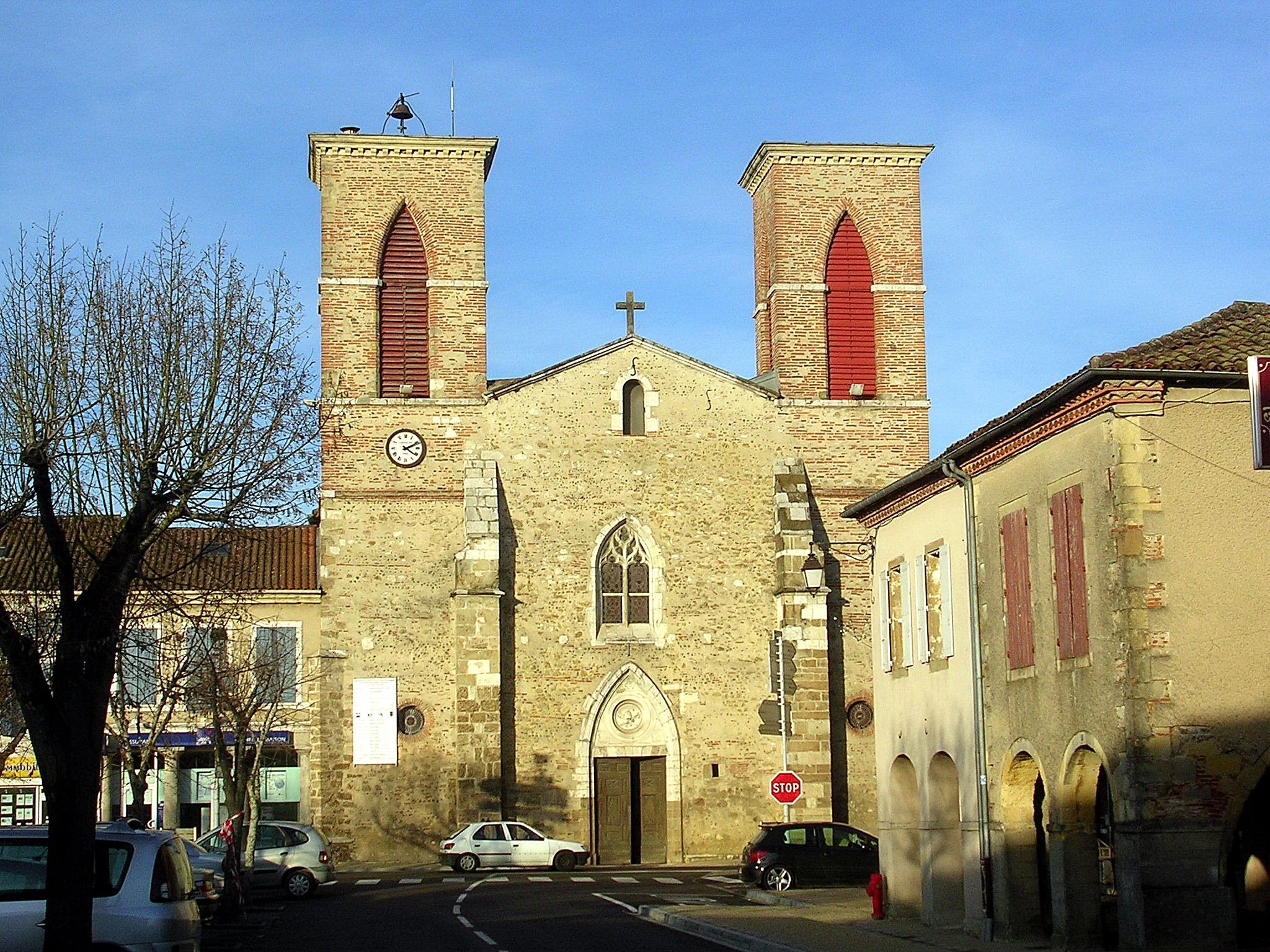
Kirche St. Peter und Paul

| Jahr                       | 1962 | 1968 | 1975 | 1982 | 1990 | 1999 | 2008 | 2018 |
| Einwohner                  | 1369 | 2046 | 2006 | 2129 | 2187 | 2265 | 2468 | 2456 |
| Quellen: Cassini und INSEE |      |      |      |      |      |      |      |      |

## Persönlichkeiten
- Antoine Simon Durrieu (1775–1862), General
- Marie Pierre Jean Cassaigne (1895–1973), römisch-katholischer Ordensgeistlicher und Apostolischer Vikar von Saigon